# Алсіон (судно)
Алсіон (фр. Alcyone) — французьке науково-дослідне судно, яке належить Команді Кусто, якою і експлуатується. Порт приписки — Ла-Рошель. Перше судно із турбовітрилом Ж.-І. Кусто.

## Історія
Науково-дослідне судно із комбінованим приводом за проєктом Люсьєна Малавара, Бертрана Шар'є та Жака Кусто споруджене 1985 року на судноверфі «Ateliers & Chantiers La Rochelle Pallice» в Ла-Рошель, Франція. Прототипом яхти став відремонтований і перебудований під турбовітрильник катамаран, який отримав назву «Вітряк», що повністю відповідало його зовнішньому вигляду і способу пересування. Створення прототипу проходило під керівництвом відомого конструктора Андре Моріса, який раніше керував першою реконструкцією і переоснащенням «Каліпсо».
З часу спуску на воду «Алсіон» здійснила цілий ряд морських подорожей. Першим великим плаванням яхти став трансатлантичний перехід до узбережжя Америки в 1985 році. Судно пройшло вздовж усього атлантичного узбережжя американських континентів, обігнувши мис Горн, звідки вирушило до берегів Гавайських островів та Каліфорнії. З Каліфорнії судно прибуло на всесвітню виставку «World Expo» у Ванкувері. З Ванкувера судно вирушило до узбережжя Аляски і до Берингового моря, звідки продовжило свою експедицію через Тихий океан — до берегів Папуа-Нової Гвінеї, Австралії, Індонезії, Мадагаскару та Південної Африки. У 1998 році здійснило тримісячну експедицію у Каспійське море. 1999 року судно вдруге перетнуло Атлантику, щоб розпочати свою експедицію на річці Святого Лаврентія. Протягом 2001 року яхта була пришвартована біля штабу Команди Кусто у Вірджинії. З 30 травня 2008 року «Алсіон» перебувала у рибальській гавані Конкарно в очікування реконструкції. Але через брак місця судно покинуло порт 20 лютого 2009 року. 22 лютого 2009 року, судно прибуло в порт Кана, де пробуло кілька місяців для підготовки до наступної експедиції. Наразі судно далі експлуатується Командою Кусто.